# Toophan
Il Toophan (in persiano موشک طوفان‎, "Tifone" in lingua persiana) è una famiglia di missili anticarro iraniani. Il capostipite, il Toophan 1, è una copia ottenuta per reverse engineering dal missile americano BGM-71 TOW.

## Sviluppo ed impiego operativo
L'Iran fu uno dei primi paesi ad importare il missile TOW, già nel 1971. La texana Emerson Energy Systems, così come la Hughes Missile Systems, impiantarono stabilimenti per la riparazione ed assemblaggio di TOW e FGM-77 Dragon, presso le Iran Electronics Industries (IEI).
Nel maggio 1975 i negoziati tra Iran e Hugues per la coproduzione di missili TOW e AGM-65 Maverick entrarono in una fase di stallo per disaccordi sulla spartizione degli oneri economici, con la Hugues che fissò il prezzo della licenza e degli investimenti iniziali a 20 milioni di USD per il TOW e 25 milioni di USD per il Maverick. La successiva rivoluzione iraniana del 1979 mise fine a tutte le trattative. L'Iran ha così continuato in autonomia la produzione e lo sviluppo del missile americano, realizzato in diverse versioni successive.
Il Toophan 1 è un missile filoguidato, con una testa di guerra anticarro di 3,6 kg di alto esplosivo, capace di penetrare 550 mm di acciaio. La gittata è di 3.850 m, con una velocità massima di 310 m/s. Il missile è realizzato dalla Aerospace Industries Organization iraniana, che lo produce dal 2000. Al missile sono seguite altre varianti con capacità di penetrazione aumentata e con sistema di guida laser in sostituzione dell'originale sistema filo-guidato. Nel dicembre 2016, nel corso di una esercitazione, il missile è stato impiegato contro bersagli navali.
Hezbollah ha dichiarato di aver impiegato il missile iraniana contro i carri Merkava israeliani nella guerra del Libano del 2006.

## Varianti
| Variante  | Gittata | Penetrazione | Lunghezza | Peso    | Note |
| --------- | ------- | ------------ | --------- | ------- | --- |
| Toofan 1  | 3,5 km  | 550 mm       | 116 cm    | 18,5 kg | |
| Toofan 2  | 3,5 km  | 760 mm       | 145 cm    | 19,1 kg | testate di guerra in tandem: la testata frontale di 40 mm neutralizza le corazze ERA                    |
| Toofan 2B | 3,5 km  | 900 mm       | 145 cm    | 19,1 kg | versione migliorata del Toofan 2 con testa di guerra più pesante                                        |
| Toofan 5  | 3,5 km  | 900 mm       | 145 cm    | 19,1 kg | variante con sistema di guida laser e quattro piccole pinne aggiuntive nella parte frontale del missile |
| Qa'em     |         |              |           |         | variante anti-elicottero presentata insieme al Toofan 5; sistema di guida laser a prova di jamming      |